# کورودا ناگامیچی
کورودا ناگامیچی (به ژاپنی: 黒田 長礼, Kuroda Nagamichi); ۲۴ نوامبر ۱۸۸۹ – ۱۶ آوریل ۱۹۷۸) پرنده‌شناس، و سیاستمدار از خاندان کورودا اهل ژاپن بود.